# Emilio Rodríguez López
Emilio Rodríguez López, más conocido como Milio el del Nido (Oviedo, 1944) es un contador de cuentos y de historias en asturiano.
Su nombre artístico y por el que se le conoce en la región proviene del apelativo de Milio proveniente de Emilio y del Nido debido a que su casa en la que nació en el Naranco era conocida así, como la del Nido.
Es una persona clave en el resurgimiento de la cultura asturiana de finales del siglo XX. En 1974 es uno de los fundadores de «Los Urogallos» que años más tarde se fusiona con el «coleutivu Riscar» para fundar Andecha Folclor d’Uviéu.
Es nieto de otro gran contador de cuentos llamado 

## Obra literaria
- Contáronmelo pa que lo contara, Gijón, editorial Trabe. Recopilación de cuentos
- Qué quies si tengo oreyes, Gijón, editorial Trabe. Recopilación de cuentos.